# Simon Sluga
Simon Sluga (Poreč, 17. ožujka 1993.) hrvatski je nogometaš i bivši nogometni reprezentativac. Trenutačno igra za Celje.

## Karijera

### Klupska karijera
Svoju omladinsku karijeru proveo je u NK Jadran Poreču, GNK Dinamu Zagrebu, HNK Rijeci, Juventusu do 19 godina i Hellas Veroni do 19 godina. 
Tijekom sezone 2013./14. bio je posuđen NK Pomorcu Kostreni gdje je odigrao 31 utakmicu. Iduće sezone bio je na posudbi u NK Lokomotivi Zagreb gdje je odigrao 28 utakmica. Dana 19. srpnja 2015. godine odigrao je svoju prvu utakmicu za HNK Rijeku. Tu utakmicu HNK Rijeka igrala je s NK Slaven Belupom. Utakmica je završila 3:3. Tijekom sezone 2015./16. posuđen je talijanskom drugoligašu Speziji Calciju gdje nje odigrao niti jednu utakmicu. Nakon te posudbe igrao je za HNK Rijeku do sezone 2019./20. Za HNK Rijeku sveukupno je odigrao 85 utakmica.
Dana 19. srpnja 2019. godine prešao je u Luton Town za 1,5 milijun eura. To je najveći iznos koji je Luton Town platio za nekoga igrača. Sluga je s Lutonom potpisao trogodišnji ugovor. Za Luton Town debitirao je 2. kolovoza 2019. godine protiv Middlesbrougha. Utakmica je završila 3:3.

### Reprezentativna karijera
Simon Sluga je igrao za hrvatsku nogometnu reprezentaciju do 17, 18, 19, 20 i 21 godine. Trenutačno igra za A selekciju hrvatske nogometne reprezentacije. Za A selekciju debitirao je 11. lipnja 2019. godine u prijateljskoj utakmici protiv Tuniške nogometne reprezentacije. Hrvatska je utakmicu izgubila 1:2.

## Priznanja

### Klupska
Rijeka
- Prva hrvatska nogometna liga (1): 2016./17.
- Hrvatski nogometni kup (2): 2016./17., 2018./19.

## Vanjske poveznice
- Simon Sluga, Hrvatski nogometni savez
- Simon Sluga, Transfermarkt (engl.)
- Simon Sluga, Soccerway (engl.)
- Simon Sluga, National-Football-Teams.com‎ (engl.)
- Simon Sluga, Statistike hrvatskog nogometa